# Modified Frequency Modulation
Modified Frequency Modulation (abbreviato MFM) è uno schema di codifica utilizzato per codificare i dati presenti nella maggior parte dei floppy disk. È stato introdotto nel 1970 con l'hard disk IBM 3330.
Hardware compatibile con questo formato si può trovare nell'Amiga così come nelle macchine compatibili IBM.
MFM parte da una modifica dell'originale FM utilizzato per codificare dati su floppy disk a bassa densità e i primi hard disk. A causa dello spazio minimo tra i flussi di transizione, MFM può immagazzinare dati a densità più elevata rispetto a FM. È in grado di gestire un flusso dati di 250-500 kbit/s sui dischi standard da 5¼" e 3½". MFM era utilizzato anche nei primi hard disk prima dell'arrivo di codifiche più efficienti come RLL ed attualmente è considerato obsoleto nella tecnologia magnetica.